# Cerkiew św. Łukasza w Brežanach
Cerkiew św. Łukasza w Brežanach – drewniana greckokatolicka cerkiew filialna zbudowana w 1727 w Brežanach.
Należy do parafii Klenov, dekanatu Preszów w archieparchii preszowskiej Kościoła katolickiego obrządku bizantyjsko-słowackiego. Od 1968 posiada status Narodowego Zabytku Kultury.

## Historia
Cerkiew postawiono w latach 1726–27 z fundacji bogatego sołtysa Teodora Dymitra i jego żony Marianny. Po II wojnie światowej cerkiew zamieniono na kościół rzymskokatolicki.

## Architektura i wyposażenie
To budowla drewniana o nietypowej architekturze. konstrukcji zrębowej, wykonana z półokrągaków z bielonymi łączeniami, bez szalunku. Niewielkie prezbiterium, zamknięte prostokątnie i szersza, prostokątna nawa. W połowie ścian nawy daszek okapowy. Od strony zachodniej wieża słupowo-ramowa o pochyłych ścianach, z izbicowym hełmem. Prezbiterium i nawa nakryte osobnymi dachami dwuspadowymi.
Wewnątrz w nawie strop płaski belkowy, w prezbiterium bezpośrednio przybity do dachu. W nawie ikonostas, z 1733 z różną wielkością ikon namiestnych także ufundowany przez sołtysa Dymitra. Na parapecie chóru muzycznego polichromia barokowa z 1733, ze scenami Męki Pańskiej. Na południowej ścianie nawy dwustronnie malowany krzyż procesyjny z XVIII w., a na północnej ołtarzyk boczny i kilka ikon z różnych okresów. W prezbiterium barokowy ołtarz główny z ikoną Koronacji Bogurodzicy z 1782.

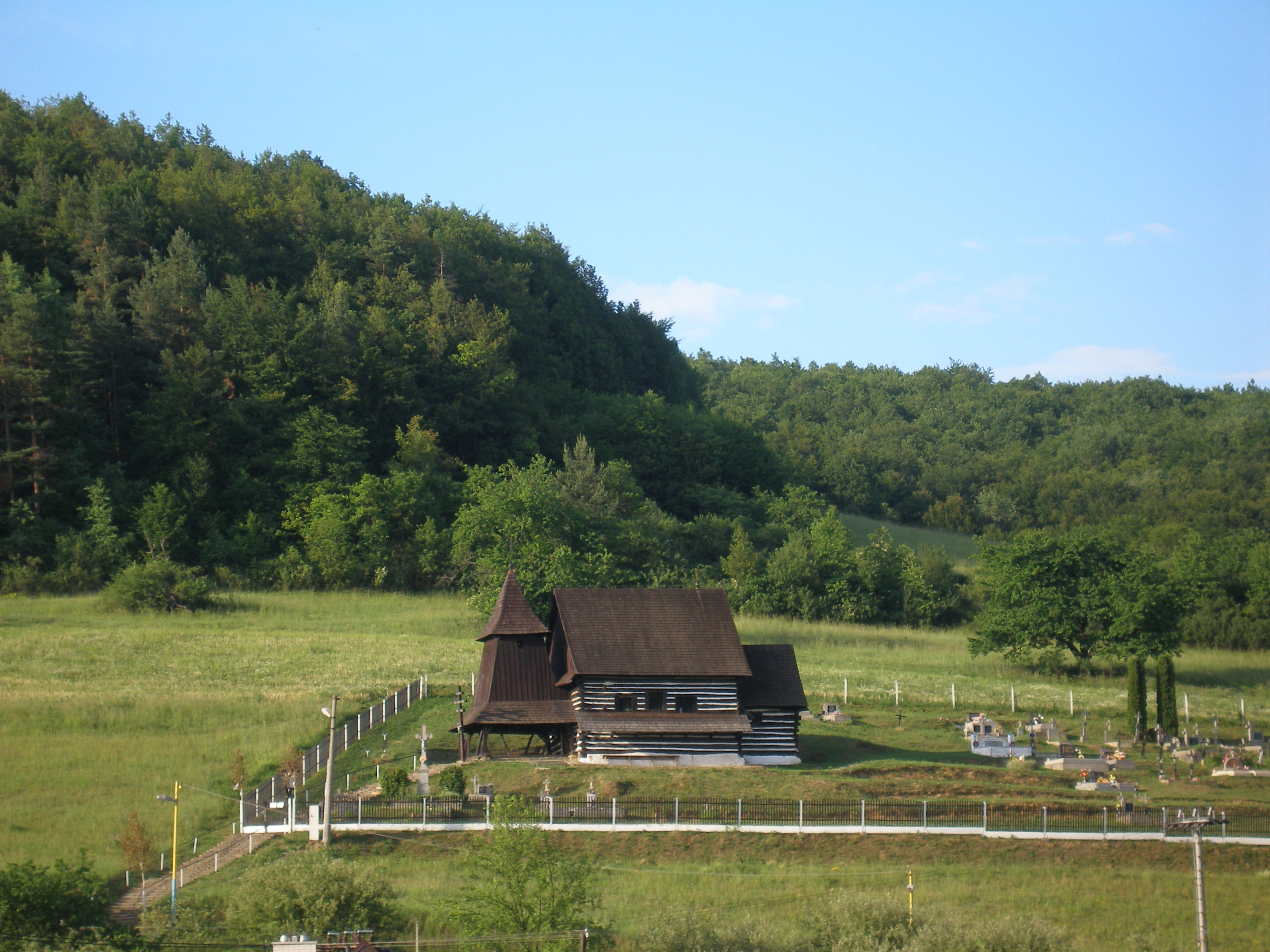
Widok ogólny
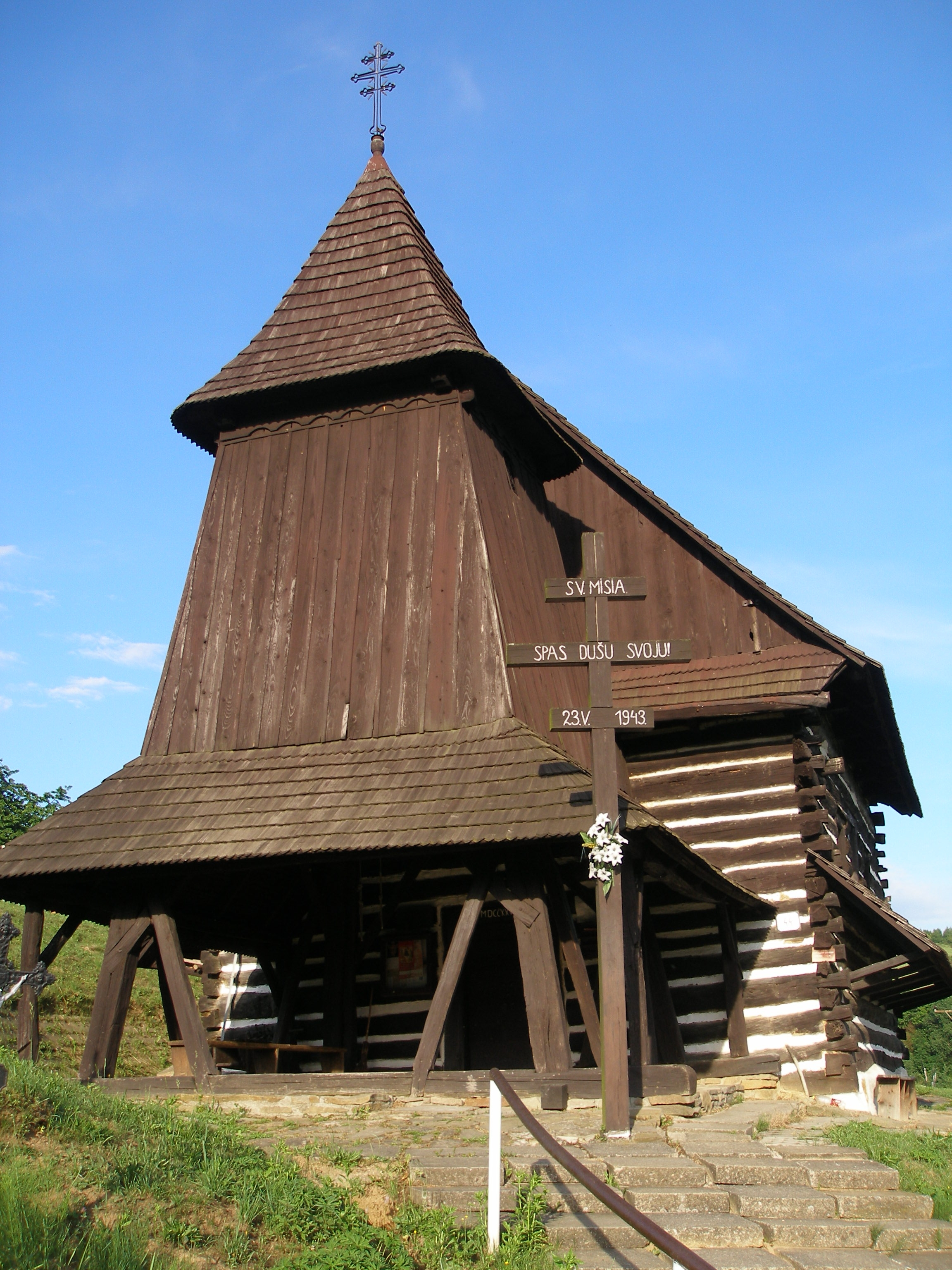
Elewacja frontowa
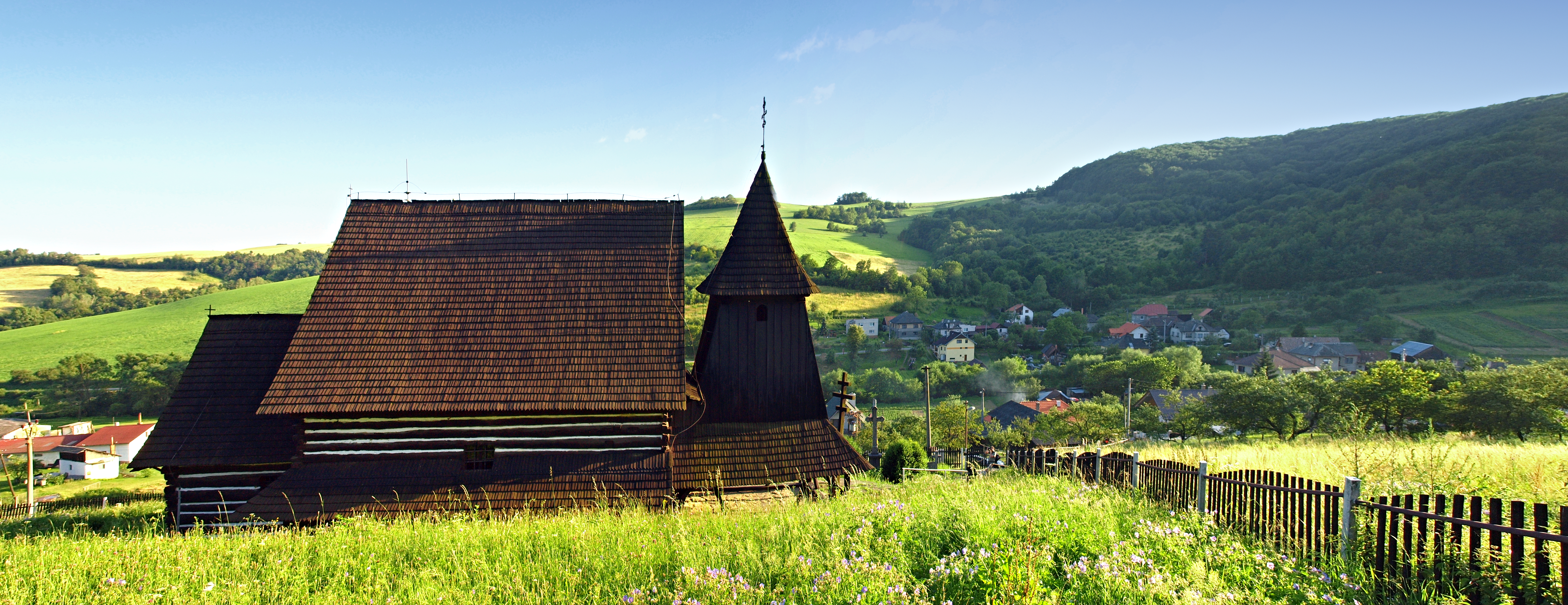
Elewacja boczna